# Amt Nortorfer Land
Amt Nortorfer Land er et amt i det nordlige Tyskland, beliggende i den sydøstlige del af Kreis Rendsburg-Eckernförde. Kreis Rendsburg-Eckernförde ligger i den centrale del af delstaten Slesvig-Holsten. Amtets administration er beliggende i byen Nortorf.

## Kommuner i amtet
- Bargstedt
- Bokel
- Borgdorf-Seedorf
- Brammer
- Dätgen
- Eisendorf
- Ellerdorf
- Emkendorf
- Gnutz
- Groß Vollstedt
- Krogaspe
- Langwedel
- Nortorf, Stadt
- Oldenhütten
- Schülp b. Nortorf
- Timmaspe
- Warder

## Historie
Amtet blev oprettet som Amt Nortorf-Land 1. april 1970 af amterne Bargstedt, Borgdorf, Timmaspe og kommunerne Emkendorf og Deutsch Nienhof fra det nedlagte amt Westensee og omfattede da 18 kommuner. 1. august 1976 blev kommunen Deutsch-Nienhof nedlagt, efter eget ønske.
I forbindelse med den slesvig-holstenske strukturreform 1. januar 2007 indgik Nortorf i amtet, der skiftede navn til Amt Nortorfer Land.